# Godisa vasútállomás
Godisa vasútállomás egy Baranya vármegyei vasútállomás, Mindszentgodisa településen, a MÁV üzemeltetésében.
A község közigazgatási területének keleti széle közelében helyezkedik el, az Oroszló határától Bakócáig vezető 66 102-es út vasúti keresztezésétől nem messze északi irányban, Godisa településrész központjától mintegy 2 kilométerre keletre, Oroszlóhoz valamivel közelebb, attól nyugatra. Közúti elérését az említett útból kiágazó, rövid 66 302-es számú mellékút biztosítja.

## Vasútvonalak
Az állomást az alábbi vasútvonalak érintik:
- Budapest–Pécs-vasútvonal
- Godisa–Komló-vasútvonal

## Kapcsolódó állomások
A vasútállomáshoz az alábbi állomások vannak a legközelebb:
- Sásd vasútállomás (Budapest–Pécs-vasútvonal)
- Szatina-Kishajmás megállóhely (Budapest–Pécs-vasútvonal)
- Bodolyabér megállóhely (Godisa–Komló-vasútvonal)

## Forgalom
| Járat        | Útvonal | Gyakoriság   |
| ------------ | --- | ------------ |
| személyvonat | Dombóvár – Kaposszekcső – Vásárosdombó – Sásd – Godisa – Szatina-Kishajmás – Abaliget – Hetvehely – Bükkösd – Cserdi-Helesfa – Szentlőrinc – Bicsérd – Mecsekalja-Cserkút – Pécs | 2 óránként   |
| személyvonat | Komló – Mecsekjánosi – Mecsekpölöske – Magyarszék – Magyarhertelend – Bodolyabér – Godisa – Sásd (– Vásárosdombó – Kaposszekcső) – Dombóvár                                      | Napi 5-6 pár |